# Hypena grandecomorensis
Hypena grandecomorensis är en fjärilsart som beskrevs av Martin Lödl 1994. Hypena grandecomorensis ingår i släktet Hypena och familjen nattflyn. Inga underarter finns listade i Catalogue of Life.